# Sembabule (district)
Le district de Sembabule est un district d'Ouganda. Sa capitale est Sembabule.

## Histoire
Ce district a été créé en 1997 par séparation de celui de Masaka.